# Історія Мелітополя
Перші населені пункти на місці Мелітополя (Кіз-Яр і Новоолександрівка) виникли в 1785—1814 роках. У 1842 році село Новоолександрівка було перейменовано в місто Мелітополь і стало центром Мелітопольського повіту. Наприкінці XIX століття Мелітополь значно виріс завдяки торгівлі зерном, а в XX столітті став важливим промисловим центром регіону.

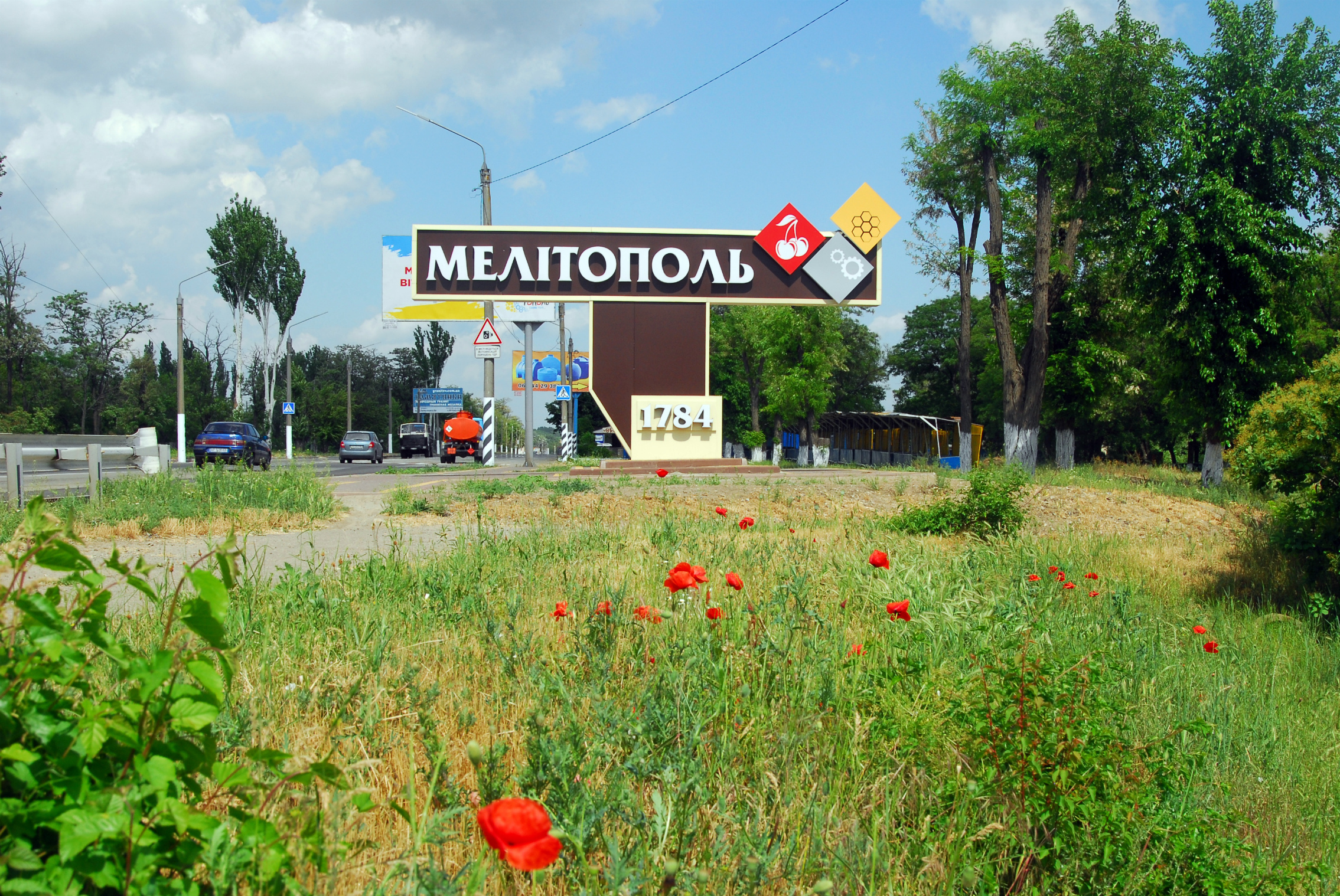

## Мелітопольські землі до входження до складу Росії

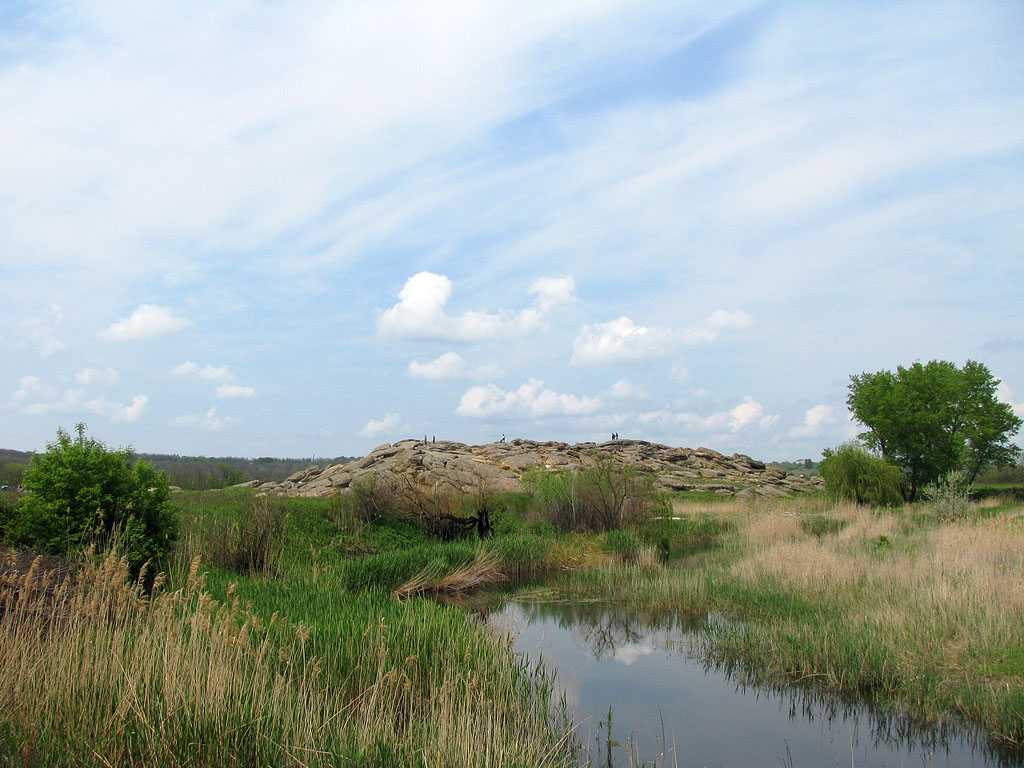
Річка Молочна і Кам'яна могила

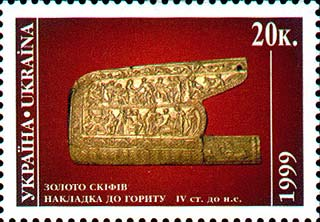
Золота обкладка гориту з Мелітопольського кургану на поштовій марці.

Територія Мелітополя була заселена з часів палеоліту. На Кам'яній могилі збереглися численні петрогліфи, найдавніші з яких датуються XXIV—XXII століттями до н. е.
У VII столітті до н. е. Північним Причорномор'ям заволоділи скіфи. До цього періоду відносяться скіфські поховання в Мелітопольському кургані (IV століття до н. е.), де були виявлені численні скіфські артефакти, в тому числі понад 4000 золотих прикрас.
У IV столітті землі Північного Причорномор'я захопили гуни, в VI столітті — авари, в VIII столітті — хозари. Після того як у 969 році князь Святослав Ігоревич розбив Хозарський каганат, на зміну їм прийшли племена печенігів. З XI століття на приазовських землях господарювали половці. На початку XII століття руські князі на берегах Молочної річки розбили війська половців.
Після поразки руських князів у битві на річці Калці в 1223 році, територія Мелітополя потрапила під вплив Золотої Орди і Кримського ханства. Протягом XVII століття Російська імперія завдала Кримському ханству і Османської імперії ряд військових поразок. Нарешті, по маніфесту російської імператриці Катерини II від 8 квітня 1783 територія Кримського ханства увійшла до складу Російської імперії.

## Походження назви Мелітополя
Існує легенда, згідно з якою в античний час на місці впадання Молочної річки в Молочний лиман розташовувалася колонія під назвою  Мелітополь . Тим не менш, ця версія не знаходить документального підтвердження. У працях Плінія Молодшого дійсно згадується колонія  Мілетополіс , у працях Клавдія Птолемея це ж місто згадується під назвою  Метрополіс , але в обох випадках місто розташоване на Дніпро е.
Топонім  Мелітопольський  знову виник на мапі в 2 лютого 1784, коли на місці Кримського ханства указом Катерини II була заснована Таврійська область, один з повітів якої був названий Мелітопольським. Через слабку заселеності краю повіт довгий час не мав столиці, потім в 1796—1797 роках столицею повіту було селище Великий Токмак, а з 1801 року — Оріхів.

## Кізіяр
Дати заснування Мелітополя називаються різні, від 1785 до 1814 року. У цей час на території міста існували невеликі населені пункти. Коли в 1796 році на Молочні Води прийшли нові поселенці, в селищі Кізіяр було тільки 7 хат.
У 1807—1808 роках на правому березі Молочної річки ненадовго оселилися ногайці Едісанської і Буджацької орд, що прийшли з Бессарабії. Після того, як Росія і Османська імперія в 1812 році уклали Бухарестський мирний договір, ногайці повернулися в Османську імперію, а звільнені землі почали заселятися державними селянами.

## Новоолександрівка
З 1814 року населення стало швидко рости. На звільнені ногайцами землі в урочищі Кізіяр переселилися 95 селян з села Тимошівка. Поселення було названо  Новоолександрівка , але стара назва Кізіяр також продовжувало використовуватися.
У 1815 році жителі Новоолександрівки виступили з проханням побудувати в селищі дерев'яну церкву на честь святого Олександра Невського, і в 1816 році храм був побудований.
У 1834 році Новоолександрівка розташовувалася по обидві сторони від Кизиярського балки і включала 297 дворів. У селі стояла дерев'яна церква в ім'я Олександра Невського, працювало 6 лавок і 2 питних будинків. Тричі на рік проходили ярмарки: в тиждень Христового воскресіння, 29 червня в день апостолів Петра і Павла та в день святого Миколая в грудні. Торгівля на ярмарках велася, насамперед, худобою, шовковими і паперовими товарами.

## Мелітополь— центр Мелітопольського повіту

### Адміністративне підпорядкування

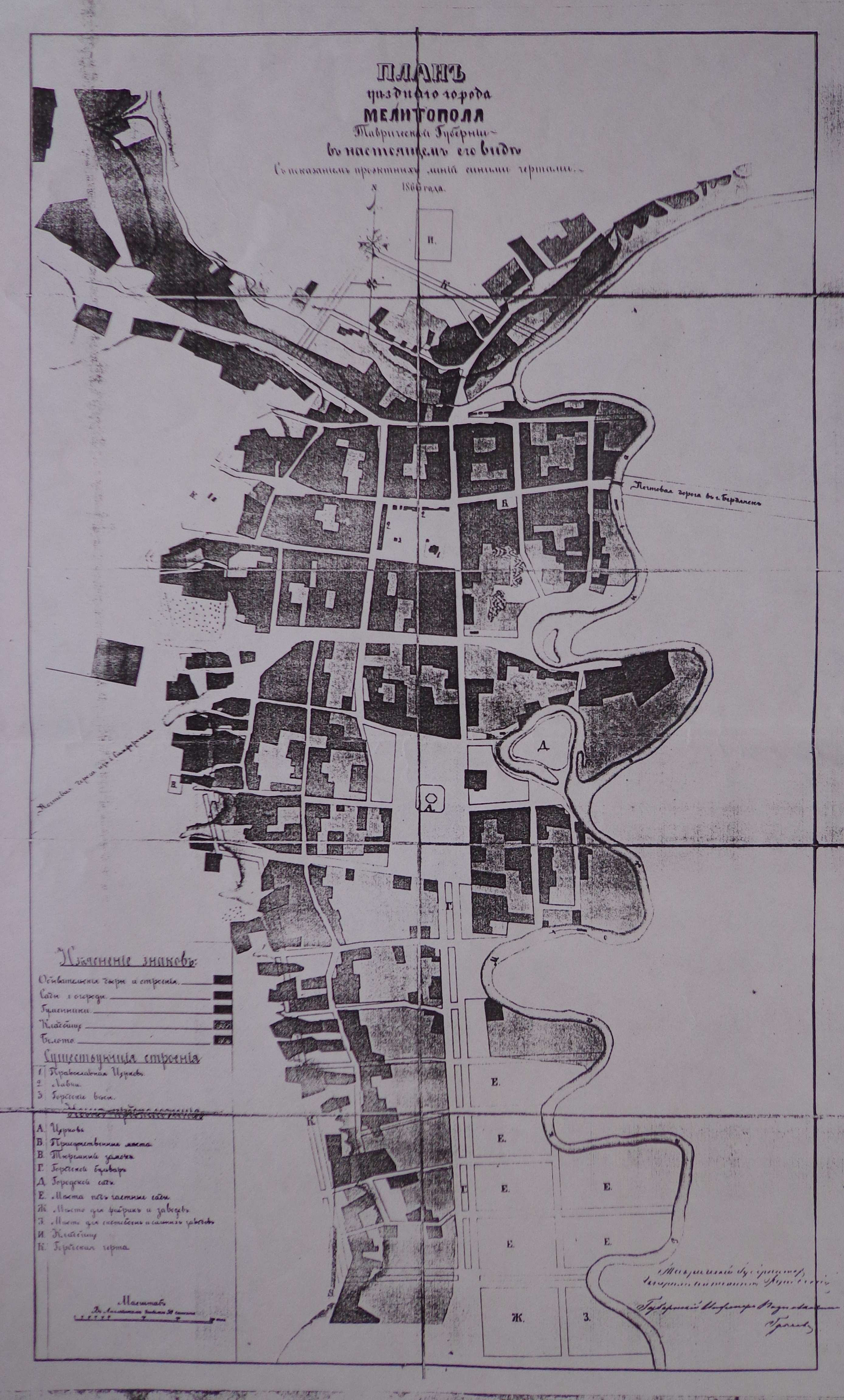
План Мелітополя 1866

16 квітня 1838, за проектом графа Воронцова було ухвалено рішення «для Мелітопольського повіту заснувати повітовим містом казенне село Ново-Олександрівку, перейменувавши оне у м Мелітополь». Хоча на документі рукою Миколи I написано «Виконати», здійснення проекту затягнулося, і тільки 7 січня 1842 Микола I підписав указ «Про новий устрій поліцейського управління північній частині Таврійської губернії», за яким Новоолександрівка переводилося в розряд міст, призначалася центром Мелітопольського повіту і перейменовувалася в  Мелітополь . У Мелітополь були переведені повітове управління, повітовий суд, земський суд, повітове казначейство, створені міське управління, міська поліція, в'язниця. Проектування і будівництво нових будівель для присутствених місць затягнулося, і довгий час вони розміщувалися в орендованих будинках.
До 1867 року містом управляв керівник міської поліції — городничий (до 1863) або справник (1863—1867). 8 травня 1867 року в Мелітополі було введено спрощене міське господарське управління, і на чолі міста став міський староста. Після прийняття Міського положення 16 червня 1870 Мелітополем керував міський голова, який обирається міською думою (Див. Також Градоначальники Мелітополя).
У 1897 році в місті налічувалося близько 15.5 тисяч чоловік (росіян — 43 %, євреїв — 40 %, українців — 9 %)

### Культура
У 1907—1908 роках мелітопольський підприємець Ілля Борисович Стамболи (1871—1954) побудував в місті Зимовий театр (пізніше став Палацом культури «Жовтень»), перший в місті кінотеатр (як його тоді називали, електробіограф), літній сад з естрадою і човновою станцією на березі Молочної річки (тепер територія спорткомплексу та санаторію Моторного заводу поруч зі стадіоном «Авангард»).
У 1869, 1879 і 1898 роках в Мелітополі проходили великі сільськогосподарські виставки.

## Українська революція

### Розпад Російської імперії
В ході Лютневої революції в Російській імперії на зміну старим органам влади приходили нові.
У Мелітополі виник Громадський комітет, який перебрав на себе владні повноваження у місті та повіті. Комітет видавав газету «Відомості» (редактор — Олександр Ліберов). Був призначений повітовий комісар Тимчасового уряду.
4 (17) березня 1917 року у місті на Базарній площі, перед Олександро-Невським собором відбувся мітинг на підтримку Тимчасового уряду.
Того ж дня створена Рада робітничих депутатів на чолі із меншовиком А.Бархатовим.
Улітку 1917 року відбулись вибори до Мелітопольської міської думи.
Тоді ж виник осередок більшовиків на чолі із Костянтином Бронзосом, Л. І. Вітхіним, І. Є. Денисенком

### Спроба більшовицького заколоту в Мелітополі та погром 26-29 жовтня 1917 року
25 жовтня (7 листопада за новим стилем) 1917 року в Петрограді стався більшовицький переворот, в результаті якого Тимчасовий уряд було повалено і владу в Росії захопили більшовики. Звістка про державний переворот надійшла у Мелітополь вранці 26 жовтня. Увечері 26 жовтня в зимовому театрі Стамболи зібралася Рада робітничих і солдатських депутатів. Рада прийняла резолюцію, за якою він брав всю владу в місті у свої руки, а міська управа і земство розпускалися. Меншовики та есери не наважилися надати нового режиму відкритий опір.
Серед населення, особливо його найбідніших верств, виник революційний підйом, що вилився у вуличні безлади, підпали і погроми. Голова міської Думи А. Бархатов був змушений запросити з Севастополя загін військових моряків для придушення заворушень. Увечері 26 жовтня сталася пожежа на ґуральні Хохловкіна, і вцілілі від вогню пляшки зі спиртними напоями були розкрадені.
27 жовтня серед п'яних хуліганів, дезертирів і солдатів з'являлися агітатори, які закликали натовп до грабежів і єврейського погрому. У цей же день Жан Міллер на гарнізонному зборах Ради закликав до захоплення державної влади, непокори начальству і арешту офіцерів.
28 жовтня 42-й запасний полк, дві роти 34-го запасного полку, які прибули з Сімферополя, загін Червоної Гвардії і солдати мотоциклетної команди намагалися зупинити погром і оселити в місті порядок. Було затримано 95 призвідників заворушень, у тому числі 23 кримінальних злочинця і 13 солдатів.
Тільки вранці 30 жовтня вуличні заворушення в Мелітополі були зупинені. Також 30 жовтня в місто прибув загін з 376 військових моряків під командуванням Н. Пожарова, але їх допомога у встановленні порядку вже виявилася не потрібна.
Влада в Мелітополі продовжувала залишатися в руках прихильників Тимчасового уряду — меншовиків та есерів. Мелітопольська Рада звинувачувала більшовиків у розпалюванні заворушень та підтримки погромів. 2 листопада Рада прийняла резолюцію про невизнання рішень і декретів II Всеросійського з'їзду Рад робітничих і солдатських депутатів і відмовилась виконувати «Декрет про мир» і «Декрет про землю».

### Українська Народна Республіка
Згідно з ІІІ Універсалом Української Центральної Ради Мелітополь став частиною щойнопроголошеної Української Народної Республіки.
30 листопада більшовик М. І. Пахомов виніс на голосування Ради пропозицію, щоб міська Рада визнала Раду Народних Комісарів у Петрограді, однак меншовики та есери виступили проти, і пропозиція не пройшла. Тільки 20 грудня мелітопольська Рада повністю перейшла під контроль більшовиків, а М. І. Пахомов став її головою.
На кілька днів в Мелітополь увійшли війська Центральної Ради, але 30 грудня влада в місті знову повернулася до більшовиків. У січні 1918 року в Мелітополі були створені військово-революційний трибунал і військово-революційний штаб, що поклало початок червоного терору. З 21 по 23 січня 1918 пройшли з'їзди міського та повітового Рад.

## Радянський період

### Ранній СРСР
Після закінчення перших українських визвольних змагань місто опинилося під радянською окупацією.
10 січня 1939 року Мелітополь увійшов до складу новоствореної Запорізької області.
Під час Голодомору 1932—1933 років померло щонайменше 3473 жителі міста[джерело?].

### Друга світова війна

#### Початок бойових дій
У вересні-жовтні 1941 проходили бої, що отримали в німецькій літературі назву «Битва біля Азовського моря». Армії радянського Південного фронту протистояли 1-й армії Манштейна і румунським частинам. Наприкінці вересня 1941 року в ході контрнаступу їм вдалося розбити північніше Мелітополя кілька румунських частин, через що німцям довелося закривати прорив частинами, призначеними для штурму Криму. В результаті було зірване швидке захоплення Севастополя і організована його оборона частинами Приморської армії, евакуйованої з-під Одеси. У свою чергу, німецькі війська, кинувши в бій 1-шу танкову армію перейшли в наступ на початку жовтня, і прорвавши радянську оборону, оточили 18-ту армію Південного фронту на схід Мелітополя. Понад 100 тисяч солдатів і офіцерів попало в полон. Командувач армією генерал-лейтенант А. К. Смирнов загинув. Було втрачено 212 танків і 672 одиниць артилерії. Саме місто було взято 6 жовтня частинами 11-ї армії.

#### Період окупації
Зайнявши Мелітополь, окупаційна влада першою справою провели масові арешти комуністів і комсомольців, а також масові розстріли єврейського населення. Вже 8 жовтня 1941 біля млина у Бердянського моста (вулиця Профінтерну) було розстріляно понад 1800 єврейських сімей. Близько Вознесенки, Костянтинівки і Данило-Іванівки наприкінці 1941 — початку 1942 року було розстріляно понад 14 тисяч осіб. На території міста і району було влаштовано кілька в'язниць і концентраційних таборів: на насос-компресорному заводі, на території заводу ковкого чавуну (нині ВАТ «Рефма»), в артілі «Плодпром», в селах Вознесенка, Костянтинівка, Терпіння і Спаське.
Райхскомісаріат Україна був розділений на 6 генеральних округів, і Мелітополь став центром одного з них — генерального округу Крим-Таврія, що включав частину Криму і всю теперішню Херсонську область. У Мелітополі були розміщені численні адміністративні та силові органи.
У роки окупації в Мелітополі були введені в дію електростанція, завод ковкого чавуну, завод ОГПУ, маслозавод, пекарні, відновилася базарна та магазинні торгівля, працювали ресторани, вар'єте, театр української драми, кінотеатр, видавалася газета «Мелітопольський край».
Школи працювали тільки початкові. Крім того, на початку жовтня 1942 гебітскомісаріатом Мелітополя був виданий наказ про загальну трудову повинність, за яким діти від 14 до 17 років також залучалися до робіт. Для благоустрою міста силами мелітопольців було розпочато будівництво стоку для води в Кизиярській балці.
У червні 1943 року Мелітополь відвідали райхсміністр східних областей Альфред Розенберг і райхскомісар Еріх Кох та ознайомилися з роботами з перебудови міста. Райхсміністр нагородив мелітопольського бургомістра Курила-Кримчака медаллю «За старанну службу Німеччині».

#### Звільнення Мелітополя

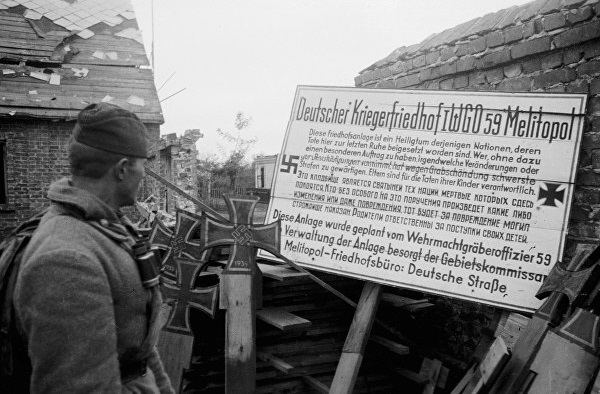
Кінець німецького порядку. Радянський солдат читає напис на німецькому покажчику: «Це кладовище є святинею тих націй, мертві яких тут спочивають. Хто без особливого на це доручення зробить будь-які зміни або навіть пошкодження, той буде за пошкодження могил суворо покараний. Батьки відповідальні за вчинки своїх дітей». Жовтень 1943. Фото В. Н. Іванова

На початку осені 1943 року німці, бажаючи дати рішучу оборонний бій наступаючим частинам Червоної армії, приступили до зведення оборонної лінії Пантера — Вотан, що простягнулася вздовж всієї лінії фронту від Фінської затоки до Азовського моря. Один з найбільш укріплених її ділянок припадав на нижню течію Молочної річки. Саме тут військам Південного фронту під командуванням генерал-лейтенант Ф. І. Толбухіна було доручено прорвати оборону противника.
21 вересня радянські війська вийшли до оборонного рубежу противника на Молочній ріці, і 26 вересня перейшли в наступ. Спочатку планувалося завдати головного удару основними силами північніше Мелітополя, а допоміжний силами 28-ї армії південніше Мелітополя в обхід міста з південного заходу. За перші 5 днів наступу радянським військам при великих втратах вдалося вклинитися в оборону противника лише на 2-10 км, і з 30 вересня по 9 жовтня наступ було тимчасово зупинено. Помітивши, що німці перекидають значні сили з південного флангу на північний, Толбухін перегрупував сили в протилежному напрямку, перекинувши на південний фланг 51-у армію, танковий і кавалерійський корпусу, і завдав масованого удару в районі Мордвинівки. Через два тижні після поновлення операції, 23 жовтня, Мелітополь був звільнений 51-ю армією у взаємодії з військами 28-ї армії. Одночасно війська, що наступають північніше міста, також прорвали оборону і перерізали залізничну лінію Запоріжжя — Мелітополь. Війська пішли в прорив південніше Мелітополя, і вже до ночі 5 листопада вийшли до гирла Дніпра і захопили плацдарм на південному березі Сиваша. У ході Мелітопольської операції німецькі війська втратили убитими 4 тисячі чоловік, а радянські війська понад 42 тисяч чоловік.
Червоноармійці, що відзначилися в боях за Мелітополь (Абдалов,
Байбулатов,
Карапетян,
Хайло,
Шахнович і ряд інших) були нагороджені орденом Героя Радянського Союзу.

### Післявоєнний період
Перші післявоєнні роки були присвячені відновленню зруйнованого війною міста. Підприємства та установи повернулися з евакуації. Промислові підприємства відновлювалися і реконструювалися, і вже до кінця 1940-х років провідні підприємства Мелітополя перевищили довоєнний рівень виробництва.
Подальший розвиток промисловості міста було переважно пов'язано з машинобудуванням. Наприкінці 1950-х років на підприємствах міста був налагоджений випуск промислових холодильних установок, силових агрегатів для автомобіля «Запорожець» та іншої техніки. Другою важливою відросли промисловості міста залишалася харчова промисловість, переробна сільськогосподарську продукцію, що поставляється аграрними підприємствами регіону.
За затвердженим в 1948 році генеральним планом забудови Мелітополя житлове будівництво мало переважно вестися у верхній, нагірній частині міста. У 1950—1980 роках нові райони з багатоповерховою забудовою виникли на Новому Мелітополі, Мікрорайоні, на проспекті Богдана Хмельницького і вулиці Кірова.

## Незалежна Україна
Пам'ятник В. С. Висоцькому було встановлено на проспекті Богдана Хмельницького в 2000 році і з тих пір є місцем збору мелітопольських бардів і шанувальників авторської пісні.
24 серпня 1991 Верховна рада УРСР прийняв Акт проголошення незалежності України. 25 серпня мелітопольський виконком міськради, керуючись постановою Президії Верховної ради УРСР «Про власність компартії України, КПРС на території України», ухвалив рішення про ліквідацію мелітопольського міськкому компартії України. Влада в місті зосередилася в руках ради народних депутатів, а першим головою виконкому міськради став А. І. Мангул. 12 листопада 1991 над будівлею мелітопольського міськвиконкому було піднято жовто-синій прапор. 1 грудня 1991 на Всеукраїнському референдумі з 90268 мелітопольців, які мають право голосу, 79524 проголосували за Акт проголошення незалежності України.
У перше десятиліття незалежності економіка України пережила глибоку кризу, який повною мірою торкнувся і економіку Мелітополя. Підприємства міста виявилися не готові до конкуренції на світовому ринку, особливо в умовах загального спаду споживання, викликаного кризою. Ситуація погіршувалася недоліками системи управління, корупцією на всіх рівнях і прийшлася на першу половину 1990-х років гіперінфляцією.
Підприємства скорочували виробництво, а іноді й повністю зупинялися. Проводилися масові скорочення співробітників.
Спад виробництва за деякими одиницям продукції для мелітопольських предпритий в 1995 році в порівнянні з 1985 показаний в таблиці:
Багато будівництв, розпочаті на початку 1990-х років, були припинені, і частина з них не завершена досі. Зокрема, так і не була завершена прокладка Мелітопольського тролейбуса.
Економічний спад викликав і зниження народжуваності. Населення Мелітополя зменшилася приблизно пропорційно населенню України, з 173 000 чоловік в 1989 до 160 000 у 2001.
До початку 2000-х років в економіці Мелітополя намітилися позитивні тенденції. Першими з кризи почали виходити малі та середні підприємства.
У 2004 і 2005 роках важливими для міста подіями стали вибухи артилерійських складів у Новобогданівці, що призвели до перекриття залізниці та автомагістралі М18 і евакуації населення кількох сіл Мелітопольського району.